# Liste der denkmalgeschützten Objekte in Mrákov
Grundlage dieser Liste der denkmalgeschützten Objekte in Mrákov ist die ÚSKP-Liste (Ústřední seznam kulturních památek České republiky, deutsch Zentrale Liste der Kulturdenkmäler der Tschechischen Republik), die von der tschechischen Denkmalschutzbehörde NPÚ (Národní památkový ústav, deutsch Nationale Denkmalbehörde) seit 1987 geführt wird und an die seit dem Jahr 1850 geschaffenen Listen anschließt.

## Denkmalgeschützte Objekte nach Ortsteilen

### Mrákov
| Lage                                         | Objekt           | Beschreibung           | ÚSKP-Nr.                  | Bild           |
| -------------------------------------------- | ---------------- | ---------------------- | ------------------------- | -------------- |
| bei Mrákov 1, westlicher Ortsteil (Standort) | Laurentiuskirche | Anfang 19. Jahrhundert | 19415/4-2152 Info Katalog | weitere Bilder |
| Mrákov, bei der Kirche (Standort)            | Kreuz            |                        | 44699/4-4026 Info Katalog | weitere Bilder |

### Starý Klíčov
| Lage                              | Objekt                      | Beschreibung | ÚSKP-Nr.                  | Bild                        |
| --------------------------------- | --------------------------- | ------------ | ------------------------- | --------------------------- |
| Starý Klíčov Dorfplatz (Standort) | Kapelle des heiligen Wenzel |              | 49620/4-5117 Info Katalog | Kapelle des heiligen Wenzel |